# Conspiration du bord de l'eau
La conspiration du bord de l'eau est le nom d'un  complot qui aurait été fomenté en 1818 par des ultraroyalistes pour infléchir la politique de Louis XVIII qu'ils jugeaient trop libérale.
Le nom de « conspiration du bord de l'eau » provient du fait que les personnes soupçonnées auraient eu l'habitude de se réunir sur la terrasse du bord de l'eau aux Tuileries.

## Déroulement
En 1818, un groupe de royalistes comprenant le vicomte Jean-René de Chappedelaine, J.B. de Joannis, le comte de Rieux Sougy, le comte de Chauvigny de Blot, Dominique de Romilly, le comte O'Mahony et Simon Canuel, mécontents de la politique libérale menée par Decazes, ont le projet d'arrêter le roi et de le contraindre à la démission. Ils envisagent de mettre à sa place le frère du roi, le comte d'Artois, et comptent au moins obtenir la dissolution du ministère et la création d'un nouveau dans lequel on devrait retrouver le baron de Canuel, Donnadieu, de Vitrolles et Chateaubriand. On soupçonne Monsieur, le frère du roi, d'avoir encouragé les comploteurs.
Le projet, découvert assez tôt est tué dans l'œuf. Le vicomte de Chappedelaine, J.B. de Joannis, le comte de Rieux Songy et D.de Romilly sont arrêtés sur ordre de Bellart. Le général Canuel échappe au coup de filet mais sera arrêté un peu plus tard et mis au secret. Quelques mois plus tard, les protagonistes sont déchargés de toute accusation et sont libérés.
Jean Baptiste Capefigue, dans son Histoire de la restauration et des causes qui ont amené la chute de la branche aînée des Bourbons, met en doute le danger qu'aurait représenté ce complot qu'il qualifie « de cour », ainsi que la réalité de la participation de Monsieur.

## Dans la littérature
Ce complot est évoqué par Victor Hugo dans Les Misérables. Il l'est également, de manière indirecte et romancée, dans Le Rouge et le Noir, de Stendhal, Livre II, chapitre XXI, l'action étant transposée en 1830, menée par des personnages fictifs.

## Source
- Jean-Baptiste Honoré Raymond Capefigue, Histoire de la restauration et des causes qui ont amené la chute de la branche aîné des Bourbons, volume 2,  Éditions Charpentier, 1842, pp 303-304